# Kétegyháza–Újszeged-vasútvonal
A MÁV 121. számú Kétegyháza–Újszeged-vasútvonala egyvágányú, nem villamosított normál nyomtávolságú vasútvonal a Dél-Alföldön, Békés és Csongrád-Csanád vármegyékben, hossza 123 km.
2023. augusztus 1-jétől vonathelyettesítő buszok közlekednek Mezőhegyes és Újszeged között.
Az Újszeged–Mezőhegyes-vonalszakasz eredetileg Szeged vasútállomástól indult, és a Szegedi vasúti Tisza-híd 1944-es felrobbantása miatt rövidült le a vonal Újszeged vasútállomásig.

## Fekvése
A vasútvonal Kétegyházán nyugat-délnyugati irányba ágazik ki a Szajol–Lőkösháza-vasútvonalból. Medgyesegyháza után délnyugati irányba fordul, és ebbe az irányba haladva éri el Belsőkamaráspuszta megállóhely után Mezőhegyest. Csanádpalota után déli, majd Nagylak után egy rövid szakaszon nyugati irányba folytatódik a vasúti pálya. Mezőhegyestől Nagylakig több helyen az országhatárral párhuzamosan halad, attól néhány méterre. Innentől Magyarcsanád, Apátfalva, Makónn át Újszegedig fő irányát tekintve nyugat-északnyugati irányba haladó pálya következik. A vonal Makót követően hídon keresztezi a Maros folyót. Vonalvezetésére végig a hosszú, egyenes szakaszok jellemzők. Makó után Kiszomboron áll meg (Kiszombor Megálló, Kiszombor néven), majd Deszken, Szeged-Szőregen és Újszeged a végállomás.
Régebben lehetőség volt Ferencszálláson és Klárafalván is vonatra szállni, de a megálló nagyon messze volt a falutól, ezért megszűnt. Klárafalván, illetve Ferencszálláson a megállóhely épületét már elbontották. Illetve szintén volt lehetőség Bökény megállóhelyen is felszállni, de azt is szintúgy megszüntették.[forrás?]

## Története

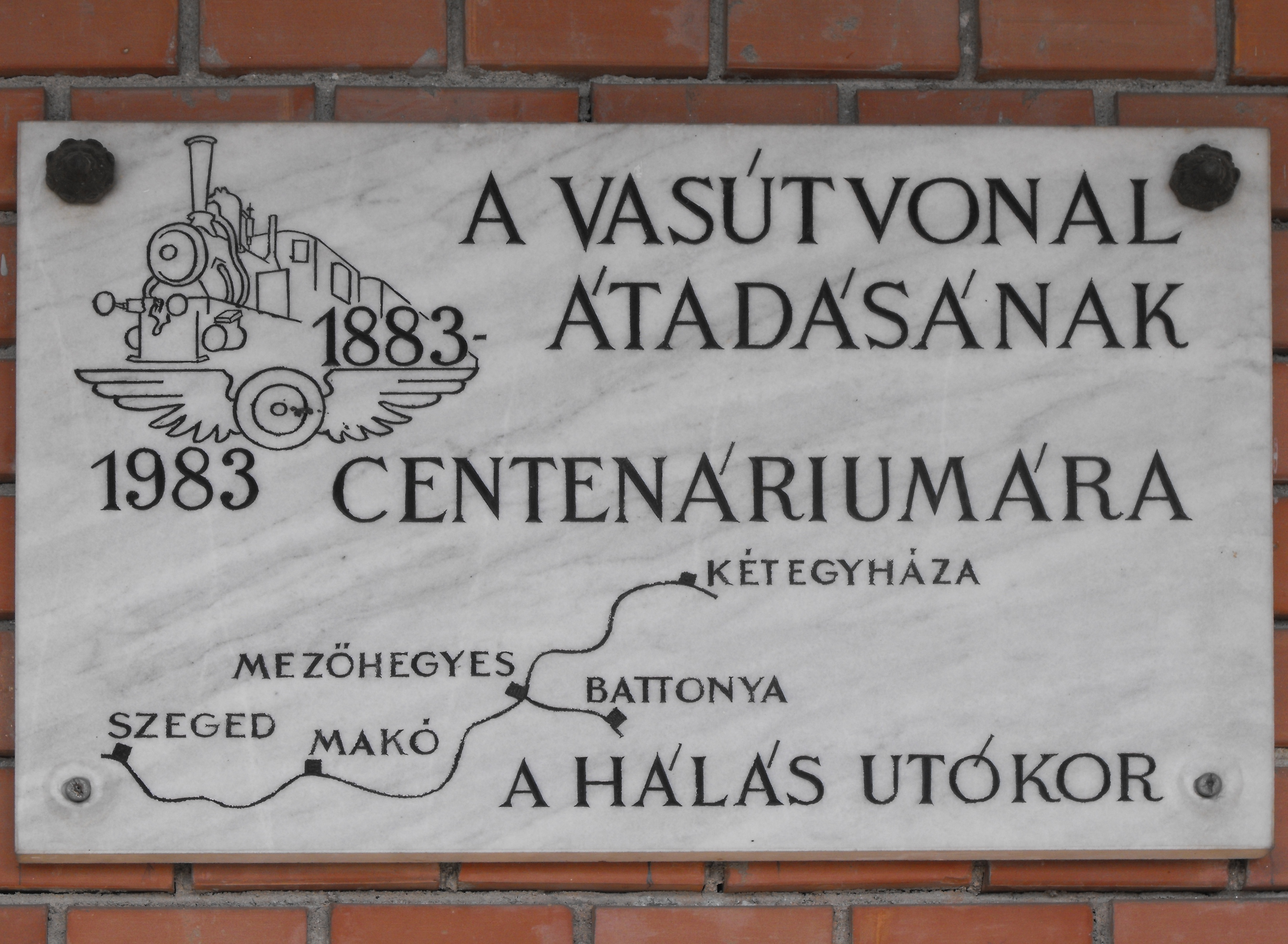
A vasútvonal centenáriumának alkalmából elhelyezett emléktábla Makón

A mai vonal több korábbi vasútvonal szakaszaiból épül fel. Ezeket a vonalakat két vasúttársaság építette. Közöttük van olyan, amelyiknek a trianoni békeszerződés következtében csak rövid szakasza maradt Magyarország területén, és ezáltal üzemben. Számos vonalat kettévágott a Trianonban megszabott új határ, ezért azok határon átnyúló szakaszait felbontották.
- A mai vonal elsőként megépült szakasza Újszeged és Szőreg között található, mely 1857. november 15-én nyílt meg az Osztrák-Magyar Államvasút Társaság Szeged–Temesvár-vasútvonalának részeként. A vasútvonal 1924-ig Szeged és Szőreg között kétvágányú volt. A vonalból ma magyar oldalon csak az Újszeged–Szőreg közötti szakasz üzemel. Szeged és Újszeged között nincs vasúti kapcsolat, mivel az 1858. december 2-án átadott Szegedi vasúti Tisza-hidat 1944-ben felrobbantották, és azóta sem épült újjá. Szőregtől az országhatár felé a pálya egy része hiányosan, iparvágányként megvan. A szerb és román állam területén üzemel a vonal Nagykikinda és Temesvár közötti folytatása is.
- Az Arad–Csanádi Vasút a Szeged-temesvári vonalból Szőreg állomásnál kiindulva kezdte kiépíteni hálózatát. Az Arad–Csanádi Vasút építkezése, üzletvezetése mintaként szolgált a következő évtizedekben kiépülő helyiérdekű vasutak számára. A vonal több részben épült ki:
  - 1882. november 5. Szőreg–Kiszombor (19 km)
  - 1883. január 5. Kiszombor–Makó (5 km)
  - 1883. május 20. Makó–Mezőhegyes–Kétegyháza (77 km)

A vonal Kétegyháza állomáson kapcsolódott az 1858-ban épült Szajol–Békéscsaba–Kétegyháza–Arad-vasútvonalhoz. Mezőhegyest először Arad irányából érte el a vasút, mivel 1882. november 25-én nyílt meg az ACSV Arad–Mezőhegyes vonala, melynek ma Magyarországhoz tartozó része alkotja a Mezőtúr–Battonya-vasútvonalat. A társaság továbbiakban Kétegyházától terjeszkedett tovább: 1884. január 1-jén készült el a Kétegyháza–Elek–Kisjenő-vasútvonal, majd 1887. december 25-én a Kisjenő–Újszentanna szakasz.
Más helyiérdekű vasúti társaságok vonalai is csatlakoztak az ACSV (Későbbi nevén ACSEV, Aradi és Csanádi Egyesült Vasutak) hálózatához:
- Szőregről indult ki (Szeged)–Szőreg–Karlova-vasútvonal, mely 1897. szeptember 29-én nyílt meg.
- 1893. november 23-án nyílt meg a Szarvas-Mezőhegyes vasútvonal, ma a Mezőtúr–Battonya-vasútvonal része.
- 1899. július 24-én nyílt meg az Alföldi Első Gazdasági Vasút keskeny nyomközű vonala Mezőkovácsháza és Békéscsaba között.
- 1903-ban épült meg a Hódmezővásárhely-Makó-Nagyszentmiklósi HÉV vonala, melynek Makó-Újváros–Nagyszentmiklós szakaszát 1903. december 21-én adták át. Ez a vonal a Makó melletti Kákás forgalmi kitérőnél csatlakozott az ACSEV vonalára, mellyel közös nyomvonalon haladt Apátfalváig, ahonnan Nagyszentmiklós felé vette az irányt. A trianoni határ Magyarcsanádtól délre kettévágta a vonalat. Mivel a II. világháború után a párizsi béke ezt megerősítette, a vonalat 1969 elején Kákás forgalmi kitérő helyett „Makó elágazás” néven Makó állomás felé kötötték be. Ma a Tiszatenyő–Hódmezővásárhely–Makó-vasútvonal része.

A pályát az 1950-es évektől kezdve, igen lassú ütemben építették át mai formájára. A vonal tervezési sebessége 60 km/h, de a legtöbb helyen csak 50 km/h az engedélyezett sebesség. A felépítmény jellemzően „c” (34,5 kg/m) sínekből áll, de folyamatos az áttérés 48-as rendszerre. Újszeged–Szőreg között a Szeged-Temesvár vonal „I” rendszerű (42,8 kg/m) sínjei találhatók, amelyek 1912-ben kerültek a pályába a MÁV akkori fővonali sínrendszereként. Ezen a szakaszon állandó 20 és 30 km/óra sebességkorlátozás van érvényben.[forrás?]
A legutóbbi nagyobb léptékű fejlesztés 1997 és 2000 között zajlott le, amikor 670 millió forint összegben létszámkiváltási céllal bevezették a mellékvonali rádiós forgalomirányítást (MERÁFI). A beruházás keretében modernizálták az útátjárókat és a forgalomtechnikát.
2011-ben felmerült a Szeged-Makó villamosvonal kiépítése Tram-train rendszerben, melynek megtervezésére Szeged városa pályázati úton pénzt nyert. A távlati elképzelések szerint az újonnan építendő déli Tisza-hídon vezetnék át Újszegedre a villamosvágányokat, majd a hibrid villamosok a vasúti pályán érnék el Makót.
A 2000-es években 2–3 km hosszú szakaszonként elkezdték felújítani a pályát felső ágyazatcserével és a fővonalak átépítéséből származó használt 120 m hosszú 54-es rendszerű sínekkel és betonaljakkal. 2013. augusztus 2-ával Medgyesegyháza állomás és Bánkút megállóhely között 3250 m átépítés elkészült, a 120-as vonal anyagaiból. Ez a tendencia a jövőben[mikor?] is folytatódni fog.[forrás?]

## Forgalom
A vonal forgalmi szempontból két részre oszlik. Nagyobb forgalmat Békéscsaba és Mezőhegyes között bonyolít le, Mezőhegyestől Újszegedig kevesebb utas használja a vonal folyamatosan ritkított menetrendje és a párhuzamos 43-as főút kielégítő autóbusz-közlekedése miatt.
Békéscsaba és Mezőhegyes között munkanapokon 13, hétvégén 10 vonatpár közlekedik, átlagosan kétórás ütemben. Mezőhegyestől Újszegedig napi két pár vonat közlekedett, a vonal ezen szakaszát - kilenc másik vasútvonallal együtt - a Lázár János vezette Építési és Közlekedési Minisztérium 2023. augusztus 1-jén bezáratta. A vonatok helyett vonathelyettesítő autóbuszok közlekednek, melyek menetideje a vonatokénál 2 perccel rövidebb. A vonatpótló autóbuszokon kerékpárt nem lehet szállítani. A vonatpótlás hatására jelentősen visszaesett az utasszám, így 2023 decemberétől már csak napi egy pár pótlóbusz közlekedik.

### Járványügyi menetrend
A 2020. június 6-ai, járványügyi menetrend bevezetésétől sok más magyarországi mellékvonallal együtt a Mezőhegyes–Újszeged vonalszakaszon is már csak 1 pár vonat közlekedett. A járványügyi menetrendet számos kritika érte a gazdasági racionalitása miatt, illetve amiatt is, hogy jogszabályellenesen túl kevés idő telt el a bejelentés és a bevezetés között.
A 2021. évi menetrendváltással módosították az egy vonatpár időbeli fekvésén, illetve a Békéscsaba–Mezőhegyes szakasz struktúrájának változtatásával megszűntek a teljes vonalon közlekedő személyvonatok.
A járványügyi menetrendet 2022 júliusára törölték el.

### Járművek
A vonal jellemző járműve Bzmot, de 1970-től 2000-ig MDmot motorvonat is közlekedett. MD-ket 2000 után már nem lehetett látni a vonalon, helyettük is Bzmotokat állított be a MÁV. 2008-2009 között egy rövid ideig a MÁV 6341 sorozat (Uzsgyi) motorvonatai jártak, kiváltva jó pár Bzmot szerelvényt is. Manapság a Bzmot ismét egyeduralkodó a vonalon.

## Járatok
A lista a 2021–2022-es menetrend adatait tartalmazza.
| Vonat   | Útvonal                      | Megjegyzés                                                             |
| ------- | ---------------------------- | ---------------------------------------------------------------------- |
| Személy | Medgyesegyháza -> Mezőhegyes | Napi 1 Mezőhegyes felé                                                 |
| Személy | Kétegyháza - Mezőhegyes      | Napi 1 pár (Munkanapokon plusz 1 Mezőhegyes felé)                      |
| Személy | Békéscsaba - Mezőhegyes      | Napi 8 pár (Munkanapokon plusz 1 pár, illetve plusz 2 Mezőhegyes felé) |
| Személy | Mezőhegyes - Újszeged        | Napi 2 pár                                                             |